# Pro memòria
La pro-memòria és un document que una missió diplomàtica presenta o tramet al ministeri d'Afers Exteriors de l'estat receptor, en la qual s'exposa l'estat d'una determinada qüestió. La seva redacció és impersonal, de vegades, rep també el nom de memoràndum i el d'aidemémoire.